# Cuerpo extraño (novela)
Cuerpo Extraño es una novela de thriller médico, de la serie Jack Stapleton y Laurie Montgomery, escrita por Robin Cook, publicada por Debolsillo en 2008. Una trepidante historia de intriga en torno a un tema cada vez más actual: el turismo médico.

## Argumento
Jennifer Hernández ignoraba que su abuela había viajado al extranjero para someterse a una operación, hasta que vio que el presentador de las noticias de la televisión anunciaba su muerte en una clínica de Nueva Delhi. Para ahorrar dinero y saltarse una larga lista de espera, su abuela había decidido operarse en aquel prestigioso centro; desde él informaron por teléfono a Jennifer de que la intervención se había llevado a cabo sin ningún problema y que murió poco después por un fallo cardíaco... un hecho muy extraño, ya que tenía el corazón sanísimo.

Jennifer no duda en viajar a la India para investigar por sí misma los detalles de una muerte tan inesperada como repleta de interrogantes. Allí descubre que el caso de su abuela no es único: varios pacientes más han fallecido en circunstancias parecidas. Por suerte, contará con la ayuda de los forenses Laurie Montgomery y Jack Stapleton que pronto descubrirán una conspiración de proporciones globales.